# Данло (Пенсільванія)
Данло (англ. Dunlo) — переписна місцевість (CDP) в США, в окрузі Кембрія штату Пенсільванія. Населення — 353 особи (2020).

## Географія
Данло розташоване за координатами 40°17′36″ пн. ш. 78°43′4″ зх. д. / 40.29333° пн. ш. 78.71778° зх. д. (40.293435, -78.717757).  За даними Бюро перепису населення США в 2010 році переписна місцевість мала площу 1,36 км², уся площа — суходіл.

## Демографія
Згідно з переписом 2010 року, у переписній місцевості мешкали 342 особи в 149 домогосподарствах у складі 100 родин. Густота населення становила 252 особи/км².  Було 182 помешкання (134/км²).
Расовий склад населення:
| - 99,1 % — білих - 0,3 % — чорних або афроамериканців - 0,3 % — азіатів |

До двох чи більше рас належало 0,3 %. Частка іспаномовних становила 0,3 % від усіх жителів.
За віковим діапазоном населення розподілялося таким чином: 18,4 % — особи молодші 18 років, 62,6 % — особи у віці 18—64 років, 19,0 % — особи у віці 65 років та старші. Медіана віку мешканця становила 44,1 року. На 100 осіб жіночої статі у переписній місцевості припадало 112,4 чоловіків;  на 100 жінок у віці від 18 років та старших — 111,4 чоловіків також старших 18 років.
За межею бідності перебувало 10,5 % осіб, у тому числі 0,0 % дітей у віці до 18 років та 48,0 % осіб у віці 65 років та старших.
Цивільне працевлаштоване населення становило 30 осіб. Основні галузі зайнятості: виробництво — 100,0 %.